# 小出綾女
小出 綾女（こいで あやめ、1962年3月11日 - )は、日本の女優。東京都品川区出身。血液型はO型。かつての所属事務所は「柊企画」。

## 来歴・人物
1962年3月11日、東京都品川区出身。
日本舞踊を習っていた。17歳の時、半年間青俳研究所で学んだ後、高校3年生の時に青年座研究所入所。父の友人である俳優・木村功の元で演技を学ぶ。
1982年、『銭形平次』でドラマデビュー。
1983年、『ペットントン』（フジテレビ）にトモコ役で出演。
1985年、『勝手に!カミタマン』（フジテレビ）にとらばる聖子役で出演。
趣味はテニス、ゴルフ、ドライブ。

## 出演

### テレビドラマ
- 東映不思議コメディーシリーズ（フジテレビ）
  - ペットントン（1983年 - 1984年） - トモコ 役
  - 勝手に!カミタマン（1985年 - 1986年） - とらばる聖子 役
- 月曜ドラマランド（フジテレビ）
  - 乙女学園男子部（1983年）
  - どっきり双子先生（1984年）
- ヤヌスの鏡（1985年 - 1986年、フジテレビ） - 磯村治美 役
- 花嫁衣裳は誰が着る（1986年、フジテレビ） - ユリデザインルームの従業員 役
- アリエスの乙女たち 第7話「真昼の決闘」、第8話「男の決着」（1987年、フジテレビ）
- プロゴルファー祈子 第14話「女4人地獄の戦場」（1987年 - 1988年、フジテレビ） - プロゴルファー養成所の受付の女職員 役